# Graffenrieda trichanthera
Graffenrieda trichanthera es una especie de planta con flor en la familia de las Melastomataceae. 
Es endémica de Perú. Está amenazada por pérdida de hábitat.
Es un arbusto de no más de 3 m de altura

## Fuente
- World Conservation Monitoring Centre 1998. Graffenrieda trichanthera. 2006 IUCN Lista Roja de Especies Amenazadas; bajado 21 de agosto de 2007

- Datos: Q5230547